# Calyptranthes nodosa
Calyptranthes nodosa är en myrtenväxtart som beskrevs av Ignatz Urban. Calyptranthes nodosa ingår i släktet Calyptranthes och familjen myrtenväxter. IUCN kategoriserar arten globalt som sårbar.
Artens utbredningsområde är Jamaica. Inga underarter finns listade i Catalogue of Life.